# Bukene (Tabora)
Bukene è una circoscrizione mista (mixed ward) della Tanzania situata nel distretto rurale di Nzega, regione di Tabora. Conta una popolazione di 7 641 abitanti (censimento 2012).